# Pomnik Wdzięczności w Dąbrowie Górniczej
Pomnik Wdzięczności w Dąbrowie Górniczej (pierwotnie pomnik przyjaźni żołnierzy polskich i radzieckich, pot. Bolek i Lolek) – pomnik pamięci żołnierzy Armii Czerwonej, zaprojektowany przez Stanisława Hochuła, który znajdował się w latach 1984–2018 w Dąbrowie Górniczej-Łośniu, przy rondzie u zbiegu ulic Łaskowej i Gołonoskiej.

## Historia
Monument na cześć żołnierzy Armii Czerwonej ufundowany przez Hutę Katowice zaprojektował rzeźbiarz Stanisław Hochuł. Pomnik odsłonięto 21 stycznia 1984 roku; był pierwotnie poświęcony żołnierzom 59 Armii Radzieckiej i Czwartego Korpusu Pancernego Gwardii, poległych w walce z Niemcami o wyzwolenie Łosienia (według innego źródła upamiętniono żołnierzy 80 Lubańskiej Dywizji Piechoty 59 Armii 1 Frontu Ukraińskiego). W tychże działaniach zginęło kilkudziesięciu żołnierzy radzieckich, a także furman, który wiózł rannych do Niegowonic. Pomnik stanowił swoisty zamiennik obelisku odsłoniętego w 1945 roku, który znajdował się na Krakówce i został usunięty podczas budowy koksowni Przyjaźń.
W latach 90. XX wieku po przemianach demokratycznych w Polsce były propozycje rozbiórki pomnika, który pomimo to pozostawiono, stanowił on jeden z najbardziej charakterystycznych punktów dzielnicy. Obiekt figurował na liście miejsc pamięci narodowej województwa śląskiego pod sygnaturą MP 11/16, został jednak z niej skreślony „na podstawie Oświadczenia Rady Ochrony Pamięci Walk i Męczeństwa o stanie i statusie rosyjskich miejsc pamięci w Polsce z 13 października 2015 r.”
Na skutek obowiązywania ustawy dekomunizacyjnej 4 czerwca 2018 roku podjęto pierwszą próbę jego usunięcia z posesji należącej do parafii Podwyższenia Krzyża Świętego w Dąbrowie Górniczej, ostatecznie obiekt został zdemontowany 28 czerwca 2018 roku i przekazany Instytutowi Pamięci Narodowej, który przypuszczalnie przekaże go do Podborska, gdzie tworzone jest Muzeum Zimnej Wojny.

## Architektura
Pomnik w formie dwóch wolno stojących rzeźb o wysokości 4,5 m, wykonanych z blachy stalowo-miedzianej, umieszczonych na cokole przedstawiał dwóch podobnych do siebie maszerujących żołnierzy Armii Czerwonej w płaszczach, z hełmami na głowach oraz z przewieszonymi przez ramiona karabinami. Przed statuami znajdowała się tablica wmurowana 27 stycznia 2006 roku z inskrypcją o brzmieniu: CZEŚĆ I CHWAŁA / BOHATEROM / POLEGŁYM W WALKACH / O WYZWOLENIE / DĄBROWY GÓRNICZEJ, która zastąpiła wcześniejszą zniszczoną tablicę. Monument otaczały wysokie drzewa.